# Леваковский, Николай Фёдорович
 Николай Фёдорович Леваковский  (1833—1898) — один из первых русских ботаников, работавших в области экспериментальной морфологии.

## Биография
Родился 28 апреля (10 мая) 1833 года. В 1852 году окончил Харьковскую гимназию, в 1857 году — физико-математическое отделение философского факультета Харьковского университета со степенью кандидата. С 14 июля 1857 по 13 мая 1864 года служил старшим учителем естественных наук в Екатеринославской гимназии. 
Затем вернулся в Харьков, где с 7 июля 1865 по 16 мая 1867 гг. состоял приват-доцентом Харьковского университета, в котором получил степень магистра ботаники.
Был избран 16 мая 1867 года (и утверждён 8 июня) доцентом Казанского университета по вакантной в нём кафедре ботаники; 31 октября 1867 года принял от Янишевского в заведование университетский ботанический сад.
С 9 сентября 1868 года доктор, с 27 сентября того же года экстраординарный и с 28 мая 1869 года ординарный профессор ботаники. Был избран проректором университета 27 мая 1875 года и оставался в этой должности до 19 мая 1881 года. Избранный 11 декабря 1882 года деканом физико-математического факультета, руководил им до 12 декабря 1886 года. По выслуге 25 лет, 8 августа 1883 года был оставлен ещё на пятилетие, а 17 августа 1888 года уволен со службы по собственному желанию.
С 26 декабря 1875 года — действительный статский советник; был награждён орденами Св. Станислава 2-й ст. с императорской короной (1872) и Св. Анны 2-й ст. (1878).
Умер 26 апреля (8 мая) 1898 года.